# Chipolata

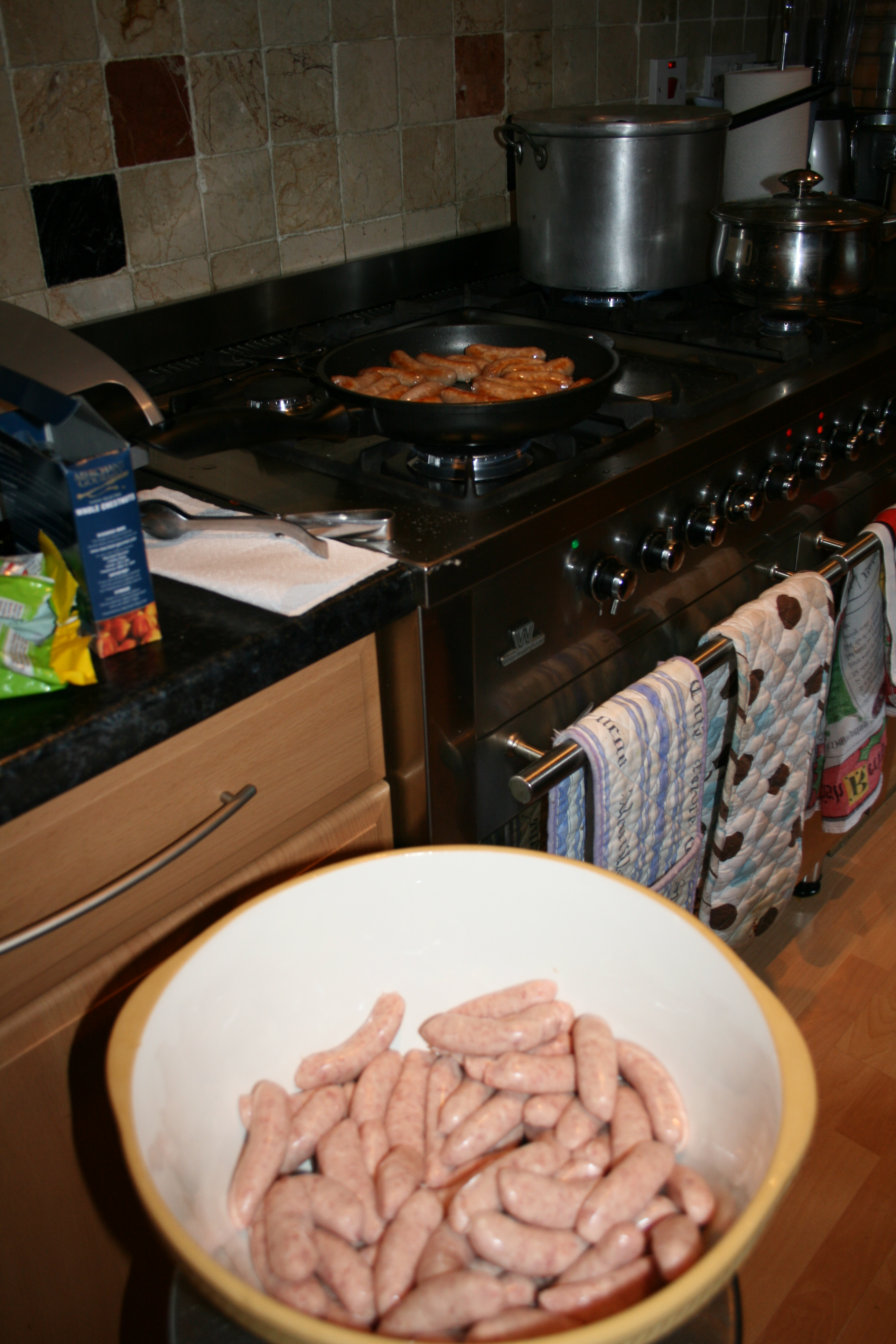
Chipolata's rauw en gebraden.

Een chipolata is een (vers) worstje dat oorspronkelijk uit Frankrijk komt. Het lijkt op een Italiaans worstje en op de Duitse bratwurst. De chipolata wordt doorgaans niet gekookt, maar gegrild of gebraden. Chipolata's worden traditioneel van varkensvlees gemaakt, dat gekruid is met peper en zout (en eventueel andere kruiden als kerrie, nootmuskaat of tijm). Ze worden onder deze benaming ook van andere vleessoorten gemaakt.
Het woord chipolata is Frans, maar waarschijnlijk afgeleid van het Italiaanse cipollata, dat in essentie 'met uien bereid' betekent.
Een zoet nagerecht met dezelfde naam is chipolatapudding.